# Klis (županija)
Kliška županija , prvotno poznata pod imenom Primorje (grč. παραθαλάσσια, parathalassia), starohrvatska županija, koja se nalazila na jugoistočnom priobalnom dijelu srednjovjekovnog Hrvatskog Kraljevstva sa središtem u utvrdi Klis. Prvi put se spominje sredinom 10. stoljeća u djelu bizantskog cara Konstantina VII. Porfirogeneta (945. – 959.), De administrando imperio.

## Zemljopisni položaj
Smjestila se na ovom području: 
- na zapadu joj je granica bila Resnik kod Trogira
- na sjeveru joj je grnaica bila Kozjak i Mosor na sjeveru,
- na istoku desna obala rijeke Cetine do njenog ušća na istoku kod Omiša
- južna granica obuhvaćala je poljičko primorje preko rijeke Žrnovnice do predjela Dujmovače

Graničila je s četirima županijama: Dridskom, Zminjskom, Cetinskom i Mokronom.
Znanstvenici pretpostavljaju da je obuhvaćala ova naselja i gradove: 
- Klis
- Bijaće
- Ostrog
- Solin
- Mravince
- Selo (Sumpetar)
- Gradac
- i druga

## Hrvatski vladari
S obzirom na to da je knez Trpimir 852. darovao zemljište u Rižinicama za crkvu i (prvi) benediktinski samostan, to je mogao samo ako je to bila zemlja njegovog plemenitaškog roda ili ako je bila dijelom bivšeg carskog fiska koji se onda našao u rukama hrvatskih vladara.
Pretpostavlja se da je na prostoru ove županije vladarski dvor hrvatskih kraljeva bio u kliškoj tvrđavi ili da je vladarsko imanje-dvor bio u Kliškom polju, moguće i u Solinu, ili pak da je to bilo uz gornji tok rijeke Jadra negdje na jednoj od uzvisina, gdje je zbilja i pronađeno starohrvatsko groblje iz 10. ili 11. stoljeća. Hrvatski su vladari imali svoj vladarski dvor i u Bijaćima kod Trogira. 
U donjem toku rijeke Jadro nalazi se crkva sv. Petra i Mojsija, krunidbena bazilika kralja Zvonimira († 1089.). To upućuje na mogući lokalitet kraljevskoga dvora.